# Ilyas Kurkaev
Ilyas Magomedovich Kurkaev (russo:  Ильяс Магомедович Куркаев; IPA: [ɪˈlʲjas kʊrˈka(ɪ̯)ɪf]; Biysk, 18 de janeiro de 1994) é um voleibolista indoor russo que atua na posição de central.

## Carreira
Kurkaev integrou a equipe de voleibol do Comitê Olímpico Russo nos Jogos Olímpicos de Verão de 2020 em Tóquio, quando conquistou a medalha de prata após confronto com a equipe francesa na final.

## Títulos
- Campeonato Russo: 1

2019-20